# Roksolana

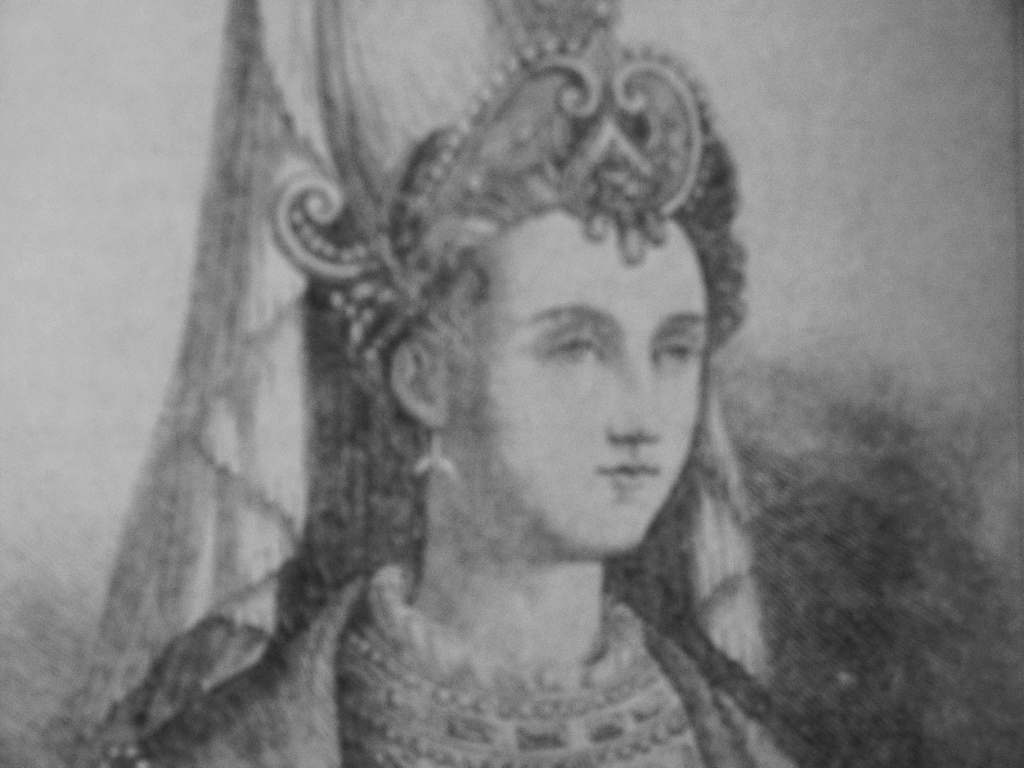
Sułtanka Roksolana

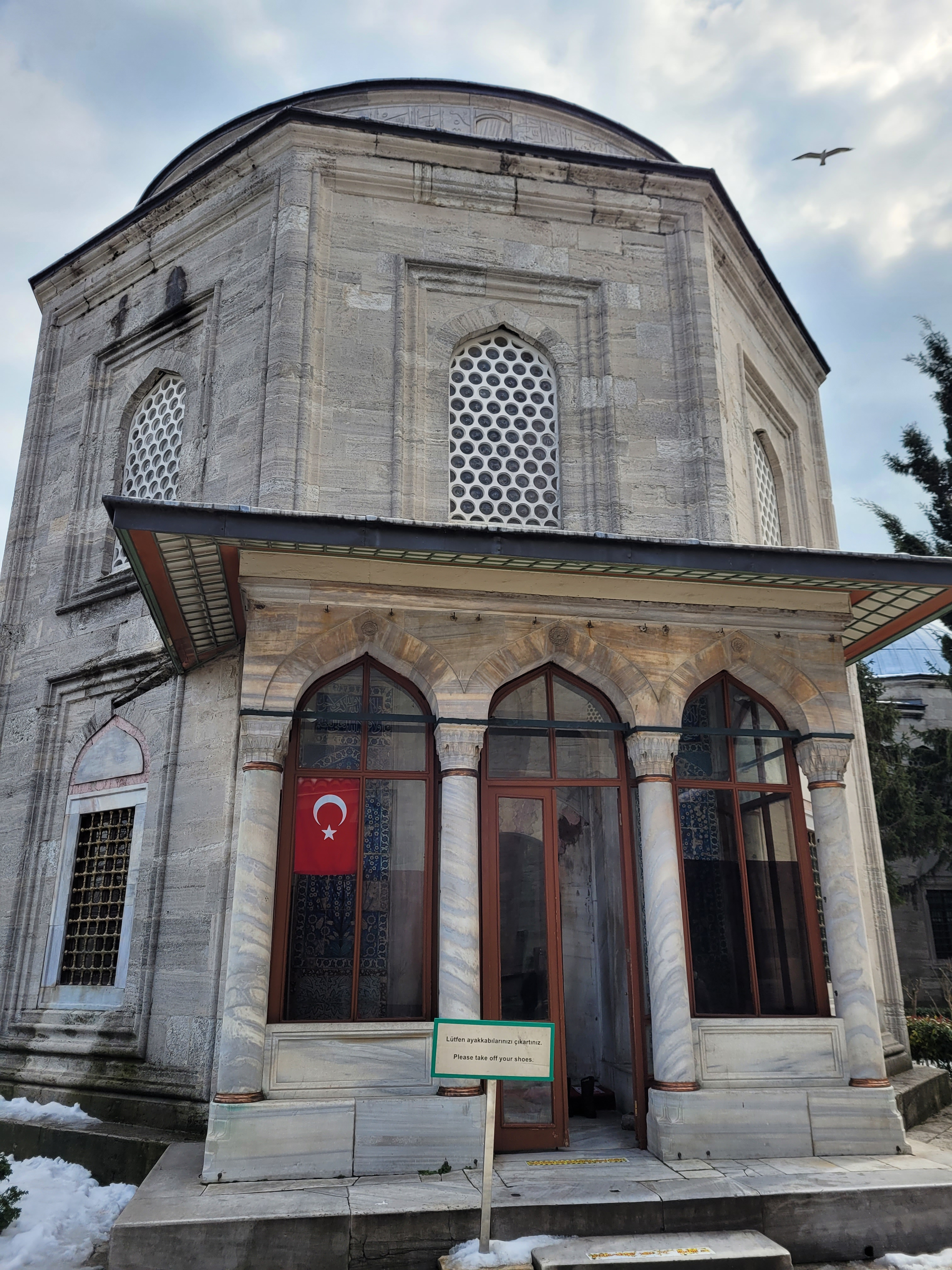
Mauzoleum Roksolany znajdujące się w południowo-wschodniej części kompleksu Meczetu Sulejmana

Roksolana, tur. Hürrem Sultan (ur. ok. 1505, zm. 1561 lub 15 kwietnia 1558 w Stambule) – Rusinka porwana w jasyr, konkubina, a następnie żona Sulejmana Wspaniałego, matka sułtana Selima II, sułtanki Mihrimah oraz książąt: Mehmeda, Abdullaha, Bayezida, Cihangira.

## Pochodzenie
Prawdopodobnie była córką ruskiego kapłana prawosławnego Lisowskiego z Rohatyna leżącego na Rusi Czerwonej (ówcześnie terytorium Królestwa Polskiego, współcześnie Ukrainy) i jego żony Aleksandry. Według XIX-wiecznej literatury Roksolana urodziła się jako Anastazja (Nastia) lub Aleksandra Lisowska.
W młodym wieku trafiła do niewoli tureckiej – możliwe, że już w 1509 r. w czasie najazdu Tatarów na Rohatyn, prawdopodobnie jednak nieco później. Około 1520 r. trafiła do sułtańskiego haremu.

## Żona władcy
Miała doprowadzić do odsunięcia od łask Sulejmana Mâhidevrân, dotychczasowej konkubiny sułtana. Swój silny wpływ na Sulejmana wykorzystała do zapewnienia następstwa tronu jednemu ze swoich synów. Urodziła sułtanowi syna Mehmeda, później kolejno córkę Mihrimah i synów Abdullaha (zmarłego w dzieciństwie), Selima (przyszłego władcę), Bayezida i Cihangira. W walce o wpływy na dworze doprowadziła do zamordowania najstarszego syna Sulejmana (ze związku z Mâhidevrân) – Mustafy (1553) oraz wielkiego wezyra Ibrahima (1536).
W roku 1530 (data podawana przez angielskiego obserwatora sir Georgia Younga) odbył się oficjalny ślub sułtana Turcji Sulejmana Wspaniałego i Roksolany oraz wystawne wesele.
Zmarła 15 kwietnia 1558 i została pochowana w Stambule, przy meczecie Sulejmana.

## W literaturze i sztuce
Wraz z mężem stała się bohaterką wielu utworów artystycznych, m.in. symfonii C-dur Haydna z 1777. Roksolana była adresatką listów i poezji miłosnej Sulejmana. Miała prawdopodobnie wpływ na politykę zagraniczną Turcji – zachowały się jej dwa listy do króla Polski Zygmunta Augusta, w których wyrażała współczucie po śmierci Zygmunta Starego. Istnieje teoria, że dość łagodna polityka Sulejmana wobec Polski wynikała z wpływu Roksolany, czującej silne związki z rodzinną ziemią. Sułtanka była znana z licznych fundacji budowli religijnych (jako pierwsza kobieta w Turcji), głównie meczetów i szkół koranicznych (m.in. w Stambule, Mekce, Medynie, Adrianopolu).
Imię Roksolana pojawiło się w literaturze francuskiej i włoskiej, oznaczało jej pochodzenie z Rusi i występowało w formach Roxolana, Roxolane, Roxelane, Rosanna, la Rossa. Imię Hürrem, nadane przyszłej sułtance w haremie, oznaczało z kolei „radosna”, „pogodna”, „kwitnąca”. Wskutek błędu Samuela Twardowskiego, który w swojej relacji z poselstwa w Turcji w latach 1621–1623 nagłośnił sprawę nazywania Roksolany „siostrą króla polskiego”, powstała legenda o królewskim pochodzeniu sułtanki. W rzeczywistości chodziło o symboliczne nazywanie sułtana „bratem króla Polski”, a w konsekwencji jego żony – „siostrą króla”.

## W kulturze
Roksolana jest główną żeńską bohaterką serialu tureckiego Wspaniałe stulecie (2011–2014). Przedstawia on obrazy z życia dworu osmańskiego i haremu w okresie panowania sułtana Sulejmana Wspaniałego. Jednym z głównych wątków serialu jest miłość sułtana do Roksolany (zagrały ją Meryem Uzerli: sezony 1-3 oraz Vahide Perçin w sezonie 4).